# Иньигес, Гаспар
Гаспар Иньигес (исп. Gaspar Iñíguez; 26 марта 1994, Буэнос-Айрес, Аргентина) — аргентинский футболист, полузащитник.

## Клубная карьера
Иньигес — воспитанник футбольной академии «Архентинос Хуниорс». 29 октября 2011 года в матче против «Велес Сарсфилд» он дебютировал в аргентинской Примере. 29 сентября 2012 года в поединке против «Атлетико Рафаэла» Гаспар забил свой первый гол за «Архентинос Хуниорс». Летом 2015 года Иньигес перешёл в испанскую «Гранаду». Сумма трансфера составила 1,2 млн. евро. Сразу же он был отдан в аренду в итальянский «Карпи». Из-за высокой конкуренции дебютировать за команду Гаспар так и не смог. После окончания аренды «Гранада», отдала Иньигеса в клуб-партнер «Удинезе». Летом 2016 года для получения игровой практики он был отдан в аренду в «Тигре». В матче против «Ньюэллс Олд Бойз» Иньигес дебютировал за новый клуб.

## Международная карьера
В 2011 году Иньигес принял участие в юношеском чемпионате Южной Америки в Эквадоре. На турнире он сыграл в матчах против команд Перу, Боливии, Парагвая, Бразилии, Колумбии и дважды Уругвая. Летом того же года Гаспар принял участие в юношеском чемпионате мира в Мексике. На турнире он сыграл в матчах против команд Франции, Ямайки, Англии и Японии.